# Солдатенков, Пётр Яковлевич
Пётр Яковлевич Солдатенков (27 апреля 1951, Челябинск) — фотограф, кинооператор, кинорежиссёр, член Союза кинематографистов России.

## Биография
Занимался фотографией, в качестве фотокорреспондента сотрудничал с областными газетами. С 1971 года, после службы в армии, работал кинооператором на Челябинской студии телевидения. В 1976 году поступил на режиссёрский факультет  Всесоюзного Государственного института кинематографии (мастерская режиссуры документального фильма профессора Л. Н. Дербышевой).
С 1981 по 1987 год — режиссёр Ленинградской студии документальных фильмов. Снял десять короткометражных фильмов, в том числе «Человек, который стоит передо мной», «Это время для вас», «Как водяной инженером стал», «И снова всё сначала», «Праздники искусства», а также 25 выпусков киножурналов.
С 1987 года — работа над собственными проектами на различных киностудиях страны.
В 1995—2002 годах — режиссёр циклов телевизионных передач «Авторский блокнот», «Запретные темы», «Адмиралтейский час» в Санкт-Петербурге. Автор романа-биографии «Владимир Высоцкий», вышедшей в 1998 году в московском издательстве «Олимп». В 2003 году участвовал в подготовке сценария 10-серийного фильма «Земное и Небесное» (Студия «Остров», по заказу РТР, 2004).
Руководитель автономной некоммерческой организации «Киностудия ПС» в Санкт-Петербурге, которая занимается производством авторского документального кино, литературной и сценарной работой.

## Фильмография

### Учебные короткометражные кинофильмы
- «Живая вода» (2 части, 1977)
- «Мастер Косматов» (3 части, 1978)
- «Плавка» (1 часть, шир. экр., 1979)
- «Визит к счастливому человеку» (диплом, 4 части, 1981)

### Полнометражные кинофильмы
- «Игра с неизвестным» — музыкальный, 9 частей, (к/с им. Довженко, 1987—1988)
- «Я не люблю» — документальный, 7 частей (Свердловская к/с, 1988)
- «Постскриптум» — художественно-публицистический, 9 частей (Ленфильм — «ФКЛ», 1991)
- «Опыты о гражданской войне» — художествкенно-публицистический, 7 частей («СТВ», 1991—1993)

### Короткометражные кинофильмы
- «Возвращение художника Райшева» — фильм-портрет, 3 части, (Свердловская киностудия, 1992)

### Документальные видеофильмы
- «Да здравствуют люди!» — музыкальный, 52 мин. (Ленфильм, 1989)
- «Постскриптум» — художественно-публицист., 180 мин. (Ленфильм — ФКЛ, 1990)
- «Нестор Махно — Петрушка русской революции» (документальный, 70мин., собственное производство на грант «Интерньюс», 1997)
- Телевизионный цикл фильмов о Владимире Высоцком: «Памяти Владимира Высоцкого» — 3 серии, 270 мин. (по заказу «5-й канал» Санкт-Петербург, 1998 г.); «История любви, история болезни» — 2 серии, 125 мин. (по заказу ОРТ, 1998)
- «Завещание Александра Галича» — фильм-портрет, 30 мин. (по заказу ОРТ, 1998)
- «Дело Артура Макарова», документальный, фильм-портрет, 59 мин., Студия «Остров» — «Киностудия ПС», 2000 (телевизионный вариант — 52 мин., ОРТ; «Культура»)
- «Полярный конвой» — документальный, 26 мин. (по заказу ОРТ, 2001)
- «Право на землю — часть первая. Город и пригород» — документальный, 26 мин., Студия «Остров» (по заказу РТР, 2002)
- «Стратегия защиты» — документальный, 35 мин. (Студия «Стоп-Кадр», 2003)
- «Мой отец Сергий» — фильм-портрет, 80 мин. («Киностудия ПС», 2004); почётный диплом кинофестиваля «Золотой витязь» (Иркутск, 2004 г.); диплом кинофестиваля «Послание к человеку» (Санкт-Петербург, 2004 — за лучший фильм в спецпрограмме «Русь Православная»; Гран-при и Серебряная медаль преподобного Сергия Радонежского на кинофестивале «Радонеж» (Москва, 2004)
- «Энергия прорыва» — документальный, 39 мин. (ВАМКС, 2005)
- «Стойкий Оловянный Солдатик Булата Окуджавы», 40 мин. («Киностудия ПС», 2005)
- «Монологи на фоне красного кирпича» — музыкальный, 89 мин. («Киностудия ПС», 2007)
- «Моление о царице Тамаре» — эссе, 30 мин. («Киностудия ПС» по заказу Фонда Т. Ф. Макаровой, 2007); почётный диплом Международного кинофестиваля «Лучезарный ангел» (Москва, 2007)
- «Путешествие на край земли» — эссе, 39 мин., («Киностудия ПС», 2003—2008)
- «Александро-Невская Лавра. XX век» — научно-познавательный, 65 мин., («Леннаучфильм», 2009)
- «Эх, мама, выручай!» — документальный, 44 мин., («Киностудия ПС», 2010)
- «Первосвятители» — научно-познавательный, 52 мин., («Леннаучфильм», 2010)
- «Я люблю», о художнике Дмитрии Кустановиче; фильм отмечен дипломом Международного кинофестиваля «Невский Благовест»[3].